# Harkawicze
Harkawicze [xarkaˈvit͡ʂɛ] (en biélorusse: Гаркавічы) est un village polonais de la gmina de Szudziałowo dans le powiat de Sokółka et dans la voïvodie de Podlachie. Il se situe à environ 6 kilomètres au nord-est de Szudziałowo, à 18 kilomètres au sud-est de Sokółka et à 45 kilomètres au nord-est de Białystok. 